# Wildenburger Kopf
De Wildenburger Kopf is een berg met een hoogte van 664m in de Hunsrück in de buurt van Kempfeld in de Duitse deelstaat Rijnland-Palts. Op de rotsachtige top staat een oude uitzichttoren. Vanaf de top voert een kleine bergkam, waar rond de graat het natuurgebied Wildenburg bevindt. Nabij de top is een dierentuintje met dieren als herten en paarden. Verder zijn er sporen van de Romeinen.
Breedtegraad: 49.7761 Lengtegraad: 7.2568 OL